# (2568) Maksutov
(2568) Maksutov ist ein Asteroid des Hauptgürtels, der am 13. April 1980 von der tschechischen Astronomin Zdeňka Vávrová am Kleť-Observatorium (Sternwarten-Code 046) nahe der Stadt Český Krumlov in Südböhmen entdeckt wurde.
Der Asteroid wurde 1983 nach dem russischen Optiker Dmitri Dmitrijewitsch Maksutow (1896–1964) benannt, der das nach ihm benannte Maksutov-Teleskop erfand und ab 1930 das Laboratorium für astronomische Optik organisierte.